# WISE J0521+1025
WISE J0521+1025是位於獵戶座附近一顆光譜類型為 T7.5 的棕矮星，距離地球大約5秒差距 (16.3 光年)。
這顆恆星是北天中最近的T型恆星。